# Leptogaster cilipes
Leptogaster cilipes là một loài ruồi trong họ Asilidae. Leptogaster cilipes được Frey miêu tả năm 1937. Loài này phân bố ở miền Ấn Độ - Mã Lai.